# أري سكانس
أري سكانس (Arie Schans) (مواليد 12 ديسمبر 1952) هو مدرب كرة قدم.

## وصلات خارجية
- أري سكانس على موقع IMDb (الإنجليزية)
- أري سكانس على موقع قاعدة بيانات كرة القدم.إي يو (الإنجليزية)
- أري سكانس على موقع Soccerway.com (الإنجليزية)
- أري سكانس على موقع عالم كرة القدم.نت (الإنجليزية)

- J.League Data Site (باليابانية)